# Mulegé
Mulegé är en ort i Mexiko.   Den ligger i kommunen Mulegé och delstaten Baja California Sur, i den västra delen av landet, 1 600 km nordväst om huvudstaden Mexico City. Mulegé ligger 24 meter över havet och antalet invånare är 3 851.
Terrängen runt Mulegé är kuperad åt sydväst, men åt nordost är den platt. Havet är nära Mulegé åt nordost.  Trakten runt Mulegé är nära nog obefolkad, med mindre än två invånare per kvadratkilometer. Mulegé är det största samhället i trakten. Omgivningarna runt Mulegé är i huvudsak ett öppet busklandskap.